# Het zwarte venster
Het zwarte venster is een roman uit 1923 van de Nederlandse schrijver Herman Middendorp, uitgegeven door Adi-Poestaka in Den Haag.

## Verhaal
Egbert Revers kijkt terug op zijn jonge jaren toen hij, omstreeks 1900, met zijn ouders en zus boven een klein afgelegen stationsgebouw woonde. Zijn vader was stationschef. Hij had liefdevolle ouders maar hij was niet vertrouwelijk met hen.
Als Egbert dertien jaar is pleegt zijn oudere zus zelfmoord. In het nabijgelegen dorp staat een pastorie met een dichtgemetseld zwart venster. Dit heeft een bijzondere aantrekkingskracht op hem. Wat zich achter dit venster bevindt staat voor hem symbool voor de dood: Het zwarte venster achter het leven, waardoor het mysterie van de dood niet te zien is. Hij denkt vaak na over de dood en over de vraag of er een voortbestaan is na de dood. Egbert ziet verschillende dierbare personen achter het zwarte venster verdwijnen en hij blijft eenzaam achter.
Als hij zeventien jaar is raakt hij bevriend met Mathilde, de dochter van een kunstschilder. Bijna dagelijks trekken ze met elkaar op en ze houden veel van elkaar. Na een diepgaande romantische vriendschap verdwijnt ze na een aantal maanden  weer uit zijn leven omdat haar ouders gaan verhuizen. Intussen heeft hij via een andere kunstschilder, die een naaktschilderij van hem maakt, kennis gemaakt met Lucie Wouwenaer. Zij is een mooie excentrieke en vrijgevochten 33-jarige dichteres met duistere en mysterieuze kanten. Ze woont alleen in het nabijgelegen dorp en behoort - in tegenstelling tot Egbert - tot de bovenklasse. Egbert begint zelf gedichten te schrijven die hij ook aan Lucie laat lezen. Ze is in hem geïnteresseerd en hij komt steeds vaker bij haar op bezoek. Ze heeft zijn naaktschilderij gekocht en het hangt bij haar in huis. Hij is 17, zij is 33. Hij wordt hopeloos verliefd op haar. Lucie houdt van hem, maar ze is niet verliefd. Vrijwel ieder avond bezoekt hij haar, tot ongenoegen van zijn ouders. Lucie heeft een doodsverlangen en ze vraagt Egbert om samen met haar te sterven. Egbert heeft alles voor haar over. Op een zomeravond gaan ze samen naar een riviertje bij de nabijgelegen weilanden. Daar doen ze een poging om samen te verdrinken. Egbert wordt gered door een voorbijganger en Lucie verdrinkt. Egbert is wekenlang ziek maar hij hersteld. 
Hij pakt zijn leven weer op en gaat studeren in Leiden. Hij voelt dat hij nu wat goed te maken heeft tegenover zijn ouders. Op een avond, 8 jaar later,  als hij eenzaam door de straten van Den Haag loopt, komt hij langs een kunstgalerie waar schilderijen worden geëxposeerd van Mathilde's vader. Hij hoort dat ze nu in Maastricht wonen en hij besluit direct om daar naar toe te gaan. De volgende dag bezoekt hij hen en hij krijgt te horen dat Mathilde twee jaar geleden is overleden. Met haar vader bezoekt hij haar graf. 